# Wissensquartier
Ein Wissensquartier beschreibt in erster Linie einen geographischen Bereich einer Stadt, der seitens lokaler Stadtplanung und Wirtschaftsförderung strategisch konzipiert wird und der stark von universitären Institutionen geprägt ist oder sogar einer Hochschule angehört. Der Begriff „Wissensquartier“ lässt sich den aktuellen Stadtplanungsthemen des New Urbanism und der Nutzungsmischung zuordnen.

## Einordnung
Aus Forschungssicht setzt die Konzeptionierung und Realisierung eines Wissensquartiers in einer jeweiligen Stadt voraus, dass diese Hochschulstandort ist. Die Art der Hochschule und ihre geografische Lage innerhalb des Stadtgebiets sind dabei irrelevant. Der Begriff wird vereinzelt aber auch für städteplanerische Konzepte ohne Einbindung einer Hochschule verwendet. In einer Stadt kann es mehrere, geografisch nicht zwangsläufig miteinander verbundene Wissensquartiere geben, wie es beispielsweise in Kiel der Fall ist.

## Hintergrund
Der Makrotrend der Entwicklung von Industrie- zur Wissensgesellschaft zwingt Städte als Standorte in den internationalen Konkurrenzwettbewerb, in dem der Grad der Einbindung von Hochschulen in die Stadtentwicklung als ein entscheidender Bestandteil zum Erfolg eines jeweiligen Standorts beitragen kann. Durch die Konzeptionierung und Implementierung von Wissensquartieren sollen Gebiete mit angrenzendem Campus heterofunktional nutzbar gemacht werden und den Wissenstransfer zwischen Hochschulen, Wissenschaft, Gesellschaft und Wirtschaft befördern. Gleichzeitig soll die Vernetzung von Akteuren in Wissensquartieren durch strategische Raumplanung, wie beispielsweise der speziellen Konzeption von Gehwegen und Verweilplätzen, gezielt gefördert werden. Weiterhin kann ein Hochschulcampus von der Urbanisierung profitieren, dessen Belebung nach Vorlesungsende und in den Semesterferien gesteigert wird. Wissensquartiere werden in der Forschung u. a. deshalb als besonders große Herausforderung für die Stadtplanung herausgestellt, da die strategische Zusammensetzung der dort bereits ansässigen und sich noch ansiedelnden Akteure ein ausschlaggebender Faktor für den langfristigen Erfolg sein kann.

## Beispiele

### Wissensquartiere in Deutschland
- Kiel: Wissensquartiere Uni Kiel,[6] Seefischmarkt,[7] Kiel-Wik[8]
- Heidelberg: Bahnstadt[9]
- Hamburg: Elbtorquartier
- Lemgo: Innovation Campus Lemgo

### Wissensquartiere außerhalb Deutschlands
- Stockholm: Kista Science City
- Dublin: Digital Hub[10]